# Monte Bromo
Il Bromo è un cono piroclastico attivo dell'Indonesia facente parte della caldera di Tengger, sull'isola di Giava. La sua cima si trova a 2392 metri s.l.m.. Il vulcano è compreso nel territorio del Parco nazionale di Bromo Tengger Semeru. L'ultima eruzione risale al dicembre 2023.
Il nome deriva dalla pronuncia giavanese di Brahmā, il dio creatore dell'induismo.